# Skalpelldoktorfische
Skalpelldoktorfische (Acanthurinae) sind die größte Unterfamilie der Doktorfische. Sie beinhaltet 5 der 6 Gattungen dieser Familie.
Die Skalpelldoktorfische haben ein scharfes „Skalpell“ an der Schwanzwurzel, mit dem sie sich verteidigen und auch Menschen verletzen können. Die Skalpelle sind häufig farblich hervorgehoben und deshalb leicht zu erkennen. Aufgrund ihrer attraktiven Färbung werden Skalpelldoktorfische häufig in öffentlichen Aquarien gezeigt.
Skalpelldoktorfische sind mit Ausnahme des Plankton fressenden Palettendoktorfischs (Paracanthurus hepatus) herbivor und grasen Algen von Korallenriffen ab.

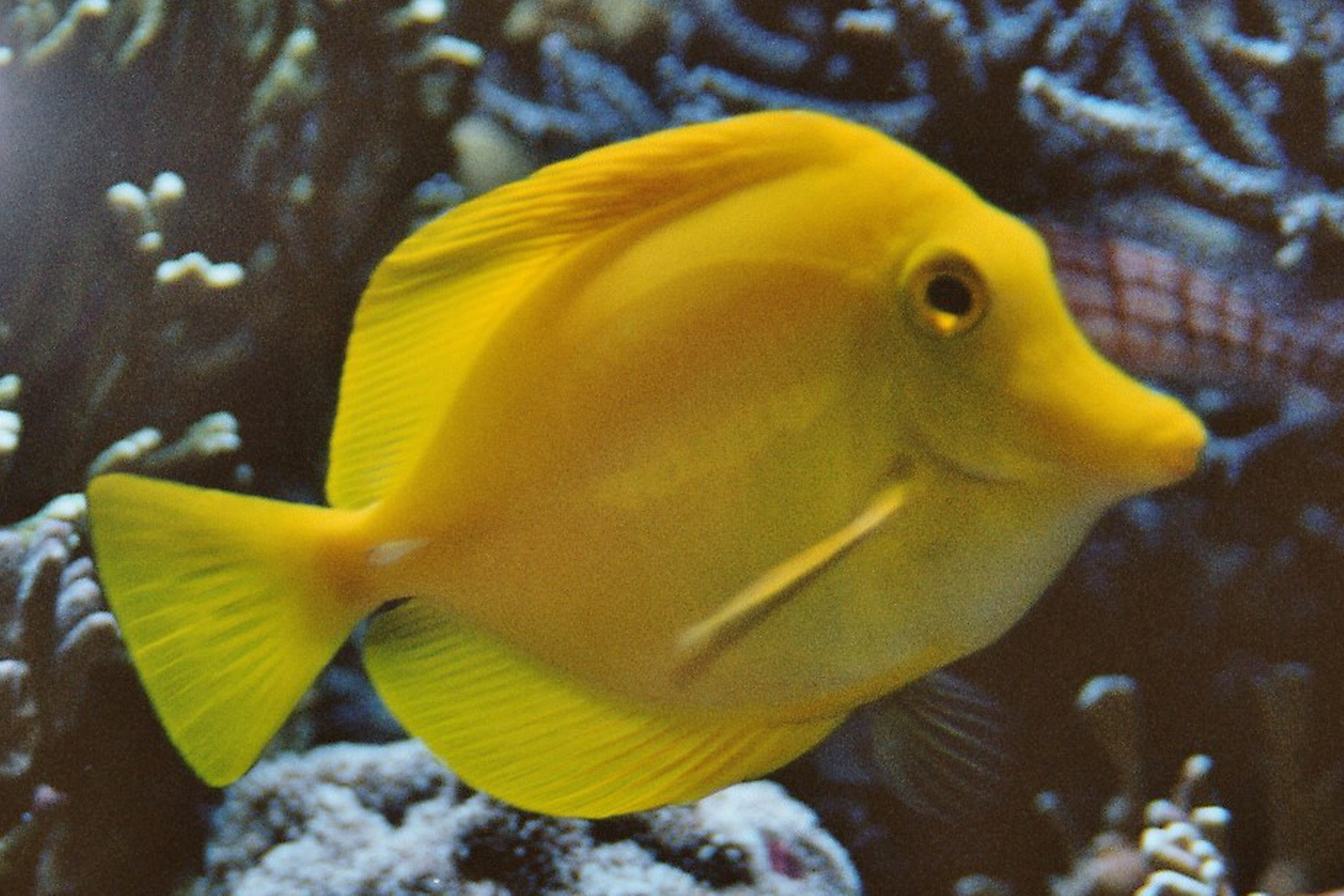
Gelber Segelflossendoktor

## Systematik
In der internen Systematik der Skalpelldoktorfische werden drei Triben unterschieden, die Prionurinae mit der Gattung Prionurus, die Zebrasomini mit den Gattungen Paracanthurus und Zebrasoma und die Acanthurini mit den Gattungen Acanthurus und Ctenochaetus.
|  | Echte Doktorfische (Acanthurus)        |
|  |                                        |
|  | Borstenzahndoktorfische (Ctenochaetus) |
|  |                                        |

|  | Palettendoktorfische (Paracanthurus) |
|  |                                      |
|  | Segelflossendoktorfische (Zebrasoma) |
|  |                                      |

|  | Echte Doktorfische (Acanthurus)        |
|  |                                        |
|  | Borstenzahndoktorfische (Ctenochaetus) |
|  |                                        |

|  | Palettendoktorfische (Paracanthurus) |
|  |                                      |
|  | Segelflossendoktorfische (Zebrasoma) |
|  |                                      |

|  | Echte Doktorfische (Acanthurus)        |
|  |                                        |
|  | Borstenzahndoktorfische (Ctenochaetus) |
|  |                                        |

|  | Palettendoktorfische (Paracanthurus) |
|  |                                      |
|  | Segelflossendoktorfische (Zebrasoma) |
|  |                                      |

|  | Echte Doktorfische (Acanthurus)        |
|  |                                        |
|  | Borstenzahndoktorfische (Ctenochaetus) |
|  |                                        |

|  | Palettendoktorfische (Paracanthurus) |
|  |                                      |
|  | Segelflossendoktorfische (Zebrasoma) |
|  |                                      |

|  | Echte Doktorfische (Acanthurus)        |
|  |                                        |
|  | Borstenzahndoktorfische (Ctenochaetus) |
|  |                                        |

|  | Palettendoktorfische (Paracanthurus) |
|  |                                      |
|  | Segelflossendoktorfische (Zebrasoma) |
|  |                                      |

|  | Echte Doktorfische (Acanthurus)        |
|  |                                        |
|  | Borstenzahndoktorfische (Ctenochaetus) |
|  |                                        |

|  | Palettendoktorfische (Paracanthurus) |
|  |                                      |
|  | Segelflossendoktorfische (Zebrasoma) |
|  |                                      |

|  | Echte Doktorfische (Acanthurus)        |
|  |                                        |
|  | Borstenzahndoktorfische (Ctenochaetus) |
|  |                                        |

|  | Palettendoktorfische (Paracanthurus) |
|  |                                      |
|  | Segelflossendoktorfische (Zebrasoma) |
|  |                                      |

|  | Echte Doktorfische (Acanthurus)        |
|  |                                        |
|  | Borstenzahndoktorfische (Ctenochaetus) |
|  |                                        |

|  | Palettendoktorfische (Paracanthurus) |
|  |                                      |
|  | Segelflossendoktorfische (Zebrasoma) |
|  |                                      |